# Pseudoplectella
Pseudoplectella is een geslacht van sponsdieren uit de klasse van de Hexactinellida.

## Soort
- Pseudoplectella dentatum Tabachnick, 1990